# رسالة الإمام (مسلسل)
رسالة الإمام هو مسلسل تاريخي مصري يُعرض في شهر رمضان 1444هـ/2023م من إخراج الليث حجو وبطولة خالد النبوي، نضال الشافعي، خالد أنور، أروى جودة، خالد القيش وحمزة العيلي.

## قصة المسلسل
يحكي المسلسل في إطار تاريخي الأحداث الحقيقية لحياة الإمام محمد الشافعي، والصعوبات التي واجهته أثناء محاولته في نشر رسالته.

## طاقم التمثيل
- خالد النبوي (محمد بن إدريس الشافعي)
- خالد أنور
- نضال الشافعي
- فرح بسيسو
- خالد القيش
- أحمد غزي
- أروى جودة
- حمزة العيلي
- سلمى أبو ضيف
- أحمد الرافعي
- أحمد رفعت

## ردود الفعل

### نقد
تعرض المسلسل لسلسلة من الانتقادات من قبل العديد من العلماء والمؤثرين كالشيخ حسن الحسيني أحد علماء البحرين ومصطفى الشرقاوي صاحب قناة اليوتيوب شؤون إسلامية وأشرف حسن المحاضر والباحث في اللغة العربية في جامعة بيرن بألمانيا وأستاذ اللغويات خالد فهمي
بسبب كثرة الأخطاء التاريخية والدينية واللغوية التي وردت في المقاطع الترويجية للمسلسل على وسائل التواصل الاجتماعي. من الأخطاء التي وردت في تلك المقاطع لقاء الإمام الشافعي بالخليفة المأمون في بغداد وتحدث الإمام الشافعي مع الإمام البويطي بالعامية المصرية الدارجة. ومنها أبيات نسبها المؤلف للإمام الشافعي وهي في الحقيقة للشاعر السوري «حذيفة العرجي».

### رد صُنّاع العمل
رد صناع مسلسل الإمام على الانتقادات التي تم توجيهها للعمل الدرامي التاريخي حيث وضحت الشركة المنتجة إنها استعانت بمراجع تاريخي، وأن المسلسل خضع للمراجعة من قبل مجمع البحوث الإسلامية بالأزهر الشريف، وكذلك وجود مراجع لغوي للسيناريو لما يحتويه السيناريو على لغة عربية فصحى.
وفيما يخص اللهجة العامية فقد رد مؤلف العمل حول الانتقادات مؤكدًا أن استخدام اللهجة العامية في الحوار بين الأبطال جاء لسهولة وصول المحتوى للجمهور وبرر ذلك أيضًا بأن اللغة المستخدمة في زمن الشافعي هي القبطية حتى دخلت اللغة العربية الفصحى ومن دمج اللغتين ولدت اللهجة العامية.